# Duncan Lamont
Pour les articles homonymes, voir Lamont.
Duncan (William Ferguson) Lamont est un acteur britannique, né le 17 juin 1918 à Lisbonne (Portugal), mort le 18 décembre 1978 à Tunbridge Wells (Kent, Angleterre).

## Biographie
Au cinéma, Duncan Lamont débute en tenant un petit rôle non-crédité dans Waterfront de Michael Anderson (1950, avec Robert Newton et Kathleen Harrison). Suivent cinquante-et-un autres films, majoritairement britanniques et américains (ou en coproduction), le dernier sorti en 1976.
Il tourne dans L'Homme au complet blanc d'Alexander Mackendrick (1951, avec Alec Guinness et Joan Greenwood), Les Aventures de Quentin Durward de Richard Thorpe (1955, avec Robert Taylor et Kay Kendall), Pilotes de haut-vol de John Gilling (1957, avec Ray Milland et Bernard Lee), Les 39 Marches de Ralph Thomas (version de 1959, avec Kenneth More et Taina Elg), Les Révoltés du Bounty de Lewis Milestone (version de 1962, avec Marlon Brando et Trevor Howard), Arabesque de Stanley Donen (1966, avec Gregory Peck et Sophia Loren), La Bataille d'Angleterre de Guy Hamilton (1969, avec Michael Caine et Laurence Olivier), ou encore La Chair du diable de Freddie Francis (1973, avec Christopher Lee et Peter Cushing).
Le Carrosse d'or de Jean Renoir, coproduction franco-italienne de 1952, avec Anna Magnani et Ralph Truman, est une exception dans sa filmographie anglo-saxonne.
Pour la télévision, hormis deux téléfilms diffusés respectivement en 1955 et 1968, il contribue surtout à quarante-quatre séries à partir de 1953, dont Robin des Bois (deux épisodes, 1956-1957), Destination Danger (deux épisodes, 1961-1965), Amicalement vôtre (un épisode, 1971) et Doctor Who (épisode Death to the Daleks, 1974).
Duncan Lamont tient son ultime rôle au petit écran dans la série ITV Playhouse (en), avec un épisode diffusé le 27 février 1979, à peine plus de deux mois après sa mort prématurée (à 60 ans), d'une crise cardiaque.
Durant sa carrière, il joue également au théâtre, notamment à Londres dans Mademoiselle Julie d'August Strindberg (1949), La Reine et les Insurgés d'Ugo Betti (1955, avec Leo McKern et Patrick Magee) et The Day After the Fair de Frank Harvey (en) (1972, avec Deborah Kerr).

## Filmographie partielle

### Cinéma
- 1950 : Waterfront de Michael Anderson : le troisième mécanicien du navire
- 1950 : La Femme en question (The Woman in Question) d'Anthony Asquith : Barney
- 1951 : L'Homme au complet blanc (The Man in the White Suit) d'Alexander Mackendrick : Harry
- 1951 : Le Major galopant (The Galloping Major) d'Henry Cornelius : le deuxième entraîneur
- 1952 : Le Carrosse d'or de Jean Renoir : le vice-roi Ferdinand
- 1953 : Le Visiteur nocturne (The Intruder) de Guy Hamilton : Donald Cope
- 1955 : Les Aventures de Quentin Durward (Quentin Durward) de Richard Thorpe : le comte William De La Marck
- 1955 : Passage Home de Roy Ward Baker
- 1957 : Pilotes de haut-vol (High Flight) de John Gilling : le caporal-armurier
- 1958 : Sous la terreur (A Tale of Two Cities) de Ralph Thomas : Ernest Defarge
- 1958 : Contre-espionnage à Gibraltar (I Was Monty's Double) de John Guillermin : le commodore Bates
- 1959 : Les 39 Marches (The 39 Steps) de Ralph Thomas : Kennedy
- 1959 : Un brin d'escroquerie (A Touch of Larceny) de Guy Hamilton : Gregson
- 1959 : Ben-Hur de William Wyler : Marius
- 1961 : The Queen's Guards de Michael Powell : Wilkes
- 1962 : Les Révoltés du Bounty (Mutiny on the Bounty) de Lewis Milestone : John Williams
- 1963 : Meurtre au galop (Murder at the Gallop) de George Pollock : John Hillman
- 1964 : Les Pirates du diable (The Devil-Ship Pirates) de Don Sharp : le bosco
- 1964 : L'Empreinte de Frankenstein (The Evil of Frankenstein) de Freddie Francis : le chef de police Karlstaad
- 1965 : Le rebelle de Kandahar (The Brigand of Kandahar) de John Gilling : Colonel Drewe
- 1966 : Arabesque de Stanley Donen : Webster
- 1966 : Pacte avec le diable (The Witches) de Cyril Frankel : Bob Curd
- 1967 : Frankenstein créa la femme (Frankenstein Created Woman) de Terence Fisher : le prisonnier
- 1967 : Les Monstres de l'espace (Quatermass and the Pit) de Roy Ward Baker : Sladden
- 1969 : La Bataille d'Angleterre (Battle of Britain) de Guy Hamilton : le sergent Arthur
- 1972 : Jeanne, papesse du diable (Pope Joan) de Michael Anderson : le premier soldat blessé
- 1973 : Nothing But the Night de Peter Sasdy : le docteur Knight
- 1973 : La Chair du diable (The Creeping Flesh) de Freddie Francis : l'inspecteur
- 1976 : Les Petits Voleurs de chevaux (Escape from the Dark) de Charles Jarrott

### Télévision
(séries, sauf mention contraire)
- 1956-1957 : Robin des Bois (The Adventures of Robin Hood), saison 2, épisode 11 The Black Patch (1956 - Sir Dunstan De Travers) et épisode 30 Food for Thought (1957 - Tom Barker)
- 1959 : L'Homme invisible, saison unique, épisode 14 Sabotage (Point of Destruction) : D. J. Scott
- 1961-1965 : Destination Danger (Danger Man)
  - Saison 1, épisode 25 Le Secret de la marionnette (The Relaxed Informer, 1961) d'Anthony Bushell : Joseph Brenner
  - Saison 2, épisode 13 Les Empreintes du fantôme (That's Two of Us Story, 1965) : Angus McKinnon
- 1967-1968 : L'Homme à la valise (Man in a Suitcase), saison unique, épisode 2 L'Enlèvement (All That Glitters, 1967 - Tommy) d'Herbert Wise et épisode 21 Pourquoi tuer Nolan ? (Why They Killed Nolan, 1968 - le chauffeur) de Charles Crichton
- 1968 : The Strange Case of Dr. Jekyll and Mr. Hyde, téléfilm de Charles Jarrott : le sergent Grimes
- 1969 : Chapeau melon et bottes de cuir, première série (The Avengers), saison 6, épisode 22 Le Visage (Stay Tuned) de Don Chaffey : Wilks
- 1969 : Département S (Department S), saison unique, épisode 16 L'Homme de nulle part (The Man from X) de Gilbert Taylor : Lowery
- 1969 : Mon ami le fantôme [Randall and Hopkirk (Deceased)], saison unique, épisode 9 The House on Haunted Hill de Ray Austin : Langford
- 1971 : Amicalement vôtre (The Persuaders!), saison unique, épisode 6 Le Complot (The Time and the Place) de Roger Moore : William Benton
- 1974 : Doctor Who, saison 11, épisode 3 Death to the Daleks (Parts I-IV) de Michael E. Briant : Dan Galloway

## Théâtre (sélection)
(pièces jouées à Londres, sauf mention contraire)
- 1947-1948 : No Trees in the Street de Ted Willis, mise en scène de Basil Dean (à Bristol)
- 1949 : Mademoiselle Julie (Miss Julie) d'August Strindberg
- 1951 : Henry V de William Shakespeare, mise en scène d'Anthony Quayle (à Stratford-upon-Avon)
- 1955 : La Reine et les Insurgés (The Queen and the Rebels) d'Ugo Betti
- 1972 : The Day After the Fair de Frank Harvey